# Giải Goncourt cho tiểu thuyết đầu tay
Giải Goncourt cho tiểu thuyết đầu tay (tiếng Pháp: Prix Goncourt du premier roman) - trước đây là "Bourse Goncourt" (Học bổng Goncourt) - là một giải thưởng văn học của Hội văn học Goncourt thiết lập từ năm 1990 bên cạnh Giải Goncourt. Giải này có sự hợp tác của Hội đồng thành phố Paris.

## Danh sách người đoạt giải
| Năm  |         | Tác giả                | Tác phẩm                         | Nhà xuất bản   | Bản dịch tiếng Việt     | Ghi chú                              |
| ---- | ------- | ---------------------- | -------------------------------- | -------------- | ----------------------- | ------------------------------------ |
| 1990 |         | Hélène de Monferrand   | Les Amies d'Héloïse              | de Fallois     |                         |                                      |
| 1991 |         | Armande Gobry-Valle    | Iblis ou la Défroque du serpent  | Viviane Hamy   |                         |                                      |
| 1992 |         | Nita Rousseau          | Les Iris bleus                   | Flammarion     |                         |                                      |
| 1993 | nothumb | Bernard Chambaz        | L'Arbre de vies                  | Bourin         |                         |                                      |
| 1994 |         | Bernard Lamarche-Vadel | Vétérinaires                     | Gallimard      |                         |                                      |
| 1995 |         | Florence Seyvos        | Les Apparitions                  | L'Olivier      |                         | cũng đoạt Giải truyền hình Pháp      |
| 1996 | nothumb | Yann Moix              | Jubilations vers le ciel         | Grasset        |                         |                                      |
| 1997 | nothumb | Jean-Christophe Rufin  | L'Abyssin                        | Gallimard      |                         | cũng đoạt prix Méditerranée          |
| 1998 | nothumb | Shan Sa                | Porte de la paix céleste         | du Rocher      |                         |                                      |
| 1999 |         | Nicolas Michel         | Un revenant                      | Gallimard      |                         | Người Thụy Sĩ đầu tiên đoạt giải     |
| 2000 |         | Benjamin Berton        | Sauvageons                       | Gallimard      |                         |                                      |
| 2001 |         | Salim Bachi            | Le Chien d'Ulysse                | Gallimard      |                         | Người Algérie đầu tiên đoạt giải     |
| 2002 |         | Soazig Aaron           | Le Non de Klara                  | Maurice Nadeau |                         |                                      |
| 2003 |         | Claire Delannoy        | La Guerre, l'Amérique            | Buchet/Chastel |                         |                                      |
| 2004 |         | Françoise Dorner       | La Fille du rang derrière        | Albin Michel   | Cô gái nơi hàng ghế sau |                                      |
| 2005 | nothumb | Alain Jaubert          | Val Paradis                      | Gallimard      |                         |                                      |
| 2006 |         | Hédi Kaddour           | Waltenberg                       | Gallimard      |                         |                                      |
| 2007 |         | Frédéric Brun          | Perla                            | Stock          |                         | cũng đoạt prix Marie-Claire-Blais    |
| 2008 |         | Jakuta Alikavazovic    | Corps volatils                   | L'Olivier      |                         |                                      |
| 2009 | nothumb | Jean-Baptiste Del Amo  | Une éducation libertine          | Gallimard      |                         |                                      |
| 2010 | nothumb | Laurent Binet          | HHhH                             | Grasset        |                         |                                      |
| 2011 | nothumb | Michel Rostain         | Le Fils                          | Oh !           |                         |                                      |
| 2012 |         | François Garde         | Ce qu'il advint du sauvage blanc | Gallimard      |                         | cũng đoạt Giải thưởng lớn Jean-Giono |
| 2013 |         | Alexandre Postel       | Un homme effacé                  | Gallimard      |                         |                                      |
| 2014 |         | Frédéric Verger        | Arden                            | Gallimard      |                         |                                      |